# 米筛竹
米筛竹（学名：Bambusa pachinensis），又名空涵竹或八芝兰竹，为禾本科簕竹属下的一个种，種小名來自模式產地八芝蘭。

## 扩展阅读
- 維基物種上的相關：米筛竹